# Franz (film)
Franz è un film del 1972 diretto da Jacques Brel.
La pellicola ha per protagonisti Barbara e lo stesso regista e sceneggiatore Jacques Brel.